# سیارک ۲۶۶۱۸
سیارک ۲۶۶۱۸ (به انگلیسی: 26618 Yixinli، نامگذاری:2000GX24)۲۶۶۱۸مین سیارک کشف شده‌است که در ۰۵ آوریل ۲۰۰۰ کشف شد.